# Sainte-Famille-de-l'Île-d'Orléans
Sainte-Famille-de-l'Île-d'Orléans es un municipio canadiense situado en la provincia de Quebec.

## Superficie
Sainte-Famille-de-l'Île-d'Orléans tiene una superficie de 50,54 km².

## Demografía
En 2021, tenía 850 habitantes, una densidad poblacional de 16,8 hab./km², y 371 viviendas.